# Luigi Carlo Farini
Luigi Carlo Farini (Russi, 22 ottobre 1812 – Quarto, 1º agosto 1866) è stato un medico, storico, politico e patriota italiano, per breve tempo Presidente del Consiglio dei ministri del Regno d'Italia tra il 1862 e il 1863.

## Biografia

### Giovinezza
Luigi Carlo Farini nacque il 22 ottobre 1812 a Russi (Ravenna) da Stefano, farmacista del paese, e Marianna Brunetti. Suo zio Girolamo Brunetti era un medico rinomato di Faenza. Iniziò gli studi a Russi. Don Pier Girolamo Sintoni gli insegnò grammatica e retorica, mentre lo zio Domenico Antonio gli impartì lezioni di filosofia, matematica e scienze naturali: Domenico Antonio era tra l'altro amico e discepolo del grande naturalista forlivese Cesare Majoli.
Da giovane aderì alla Carboneria e successivamente alla Giovine Italia. Si iscrisse giovanissimo all'Università di Bologna (Facoltà di medicina e chirurgia). Sostenne l'esame di ammissione il 10 novembre 1828 a 16 anni. Inizialmente fu allontanato dall'università per aver urlato durante una manifestazione dell'11 febbraio 1830 “Viva l'Italia, abbasso i tiranni”. A seguito di una richiesta di perdono fu riammesso. Partecipò ai moti del 31; combatté anche a Rieti e Rimini, dove conobbe i figli della regina Ortensia, uno dei quali diventò Napoleone III. Dopo l'insuccesso dei moti, la sua attiva partecipazione non fu segnalata alle autorità.
Si laureò in medicina il 27 giugno 1832 con una tesi, dal titolo Quid sit certitudo medica in qua conquiescunt Judices, suasque sententias fulciunt, riguardante casi pratici di artrite, tonsillite, ecc.

### Medico condotto e prime ricerche scientifiche
Ottiene la matricola per il libero esercizio della professione il 14 dicembre 1832 e incomincia l'attività a Russi. L'anno seguente si sposa (agosto 1833) con Genevieffa Cassani di Dozza, dalla quale ha tre figli: Domenico, Armando e Ada. Ottiene anche le prime soddisfazioni in campo professionale: don Giovanni Laghi, vicario di San Pancrazio (Russi), scrive di lui il 4 novembre: “In occasione di varie malattie si è prestato ed ha esercitato la sua professione con esito felicissimo, per cui ha ottenuto l'approvazione universale”. Il 30 aprile 1834 don Giovanni Vassuri, arciprete di Russi, attesta: “Il medesimo ha per circa due anni di pratica esercitata la […] professione in questa e nelle limitrofe parrocchie con zelo e carità verso ai poveri, conducendo a felice esito le più gravi malattie a modo di attirare l'attenzione e la stima di tutta la popolazione”.
Le prime pubblicazioni del Farini contenenti le sue osservazioni scientifiche appaiono sul Bullettino della Società Medico Chirurgica di Bologna: Dell'unione dell'acetato di morfina al solfato di Chinina nella cura delle febbri intermittenti, Malattie convulsive da arterite, Sulle febbri periodiche intermittenti (febbri che egli considera provocate dal “nerveo sistema”).
Il 5 maggio 1834 diventa medico interno a Montescudo, paese nell'entroterra di Rimini. Il 31 dicembre dello stesso anno lo zio Domenico Antonio, al quale era molto legato, viene ucciso; questo delitto incide dolorosamente sulla sua vita. A 24 anni si fa conoscere dal mondo scientifico ripubblicando in un unico opuscolo il suo lavoro dal titolo: Sulle febbri intermittenti, Memoria del Dott. L.C. Farini di Russi medico di Montescudo, Tip. Casali, Forlì 1835. Invia questa pubblicazione a Francesco Puccinotti (1794-1872), titolare della cattedra di Patologia e Medicina legale di Macerata, che lo elogia per la sua perspicacia induttiva nello stabilire alcune verità.
Nel 1835 pubblica una “Necrologia del Dott. Vincenzo Drei”, un medico ravennate; traduce anche e dà alle stampe due sermoni di sant'Agostino.

### Dal 1835 al 1842
Il periodo ravennate

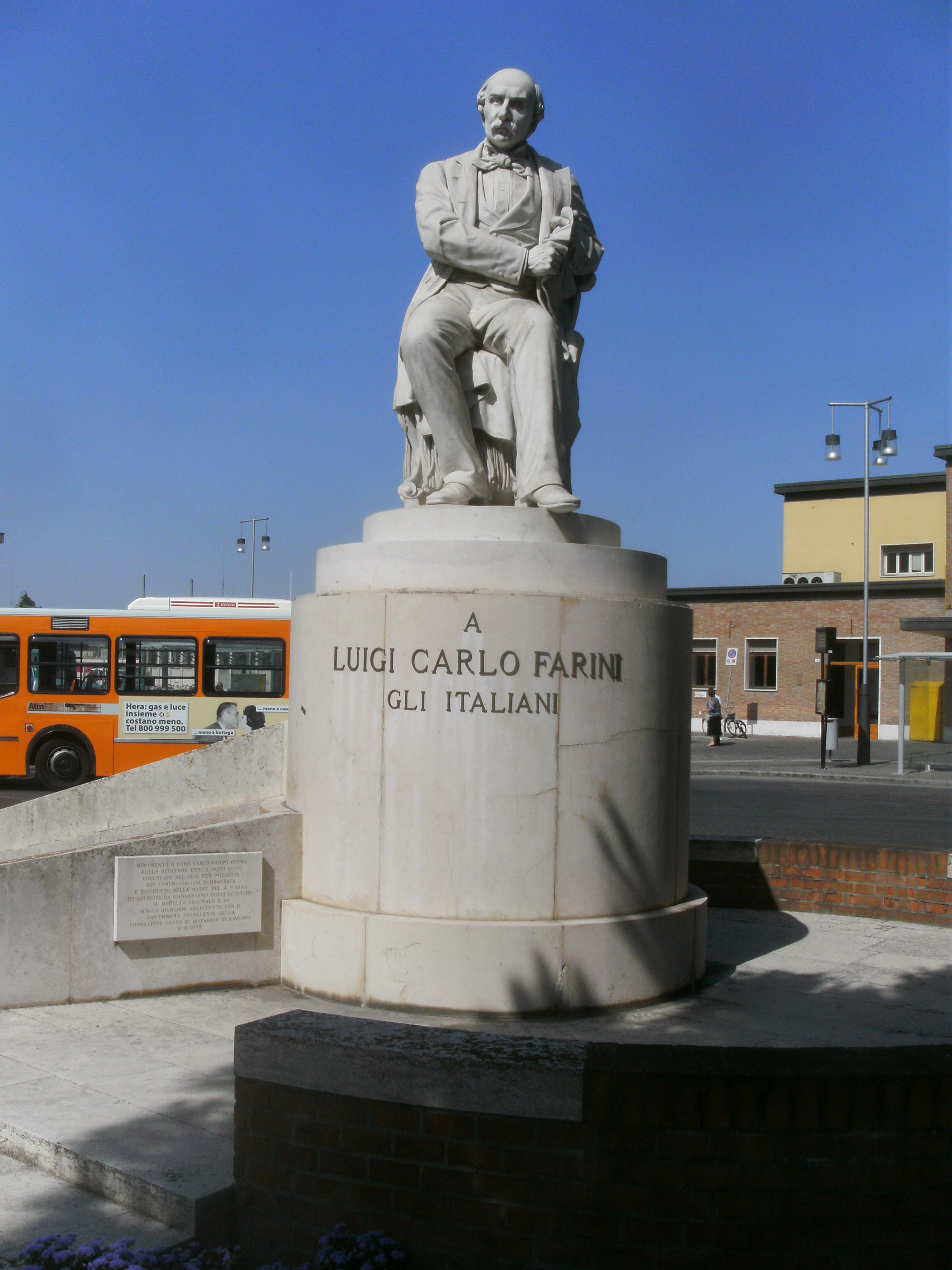
Monumento di Farini a Ravenna

Nel giugno 1835 lascia Montescudo e si trasferisce a Ravenna, dove instaura un rapporto epistolare con il nuovo medico di Montescudo, Antonio Filippini, che lo ha sostituito grazie ad una sua raccomandazione. Farini descrive Ravenna come città infestata dalle zanzare, che danno molto lavoro ai medici: “Un medico che lavora discretamente infatti guadagna 50 scudi al mese, e se lavora molto può fare cento, nessuno dà meno di un Paolo per visita ed i signori non meno di due Paoli”.
Nell'ospedale di Ravenna fa intanto le veci del medico primario Luigi Malagola, ammalatosi.
Riceve gli elogi del prof. Angiolo Nespoli e del primario medico di Reggio Emilia Alessandro Puglia per i suoi studi sulle febbri intermittenti. Il 19 novembre 1835 scrive allo zio Girolamo Brunetti, medico a Faenza, esprimendo la sua preoccupazione per l'arrivo di un'epidemia di colera proveniente da Ferrara: “A Francolino - nel ferrarese - di dieci casi, otto hanno perso la vita”.
Nella città di Ravenna, dopo che anche ad Ancona si era diffusa la malattia, vengono prese misure precauzionali, come la creazione di lazzaretti e la nomina di medici preposti unicamente alla prevenzione e cura di tale malattia; per questo Farini viene nominato medico dell'ospedale dei colerosi. Farini chiede al Gonfaloniere di Ravenna di potersi recare dove l'epidemia stava già infierendo per poterla osservare e studiarne le terapie, ma la sua richiesta viene respinta.
In quello stesso periodo il Farini, con il fisico forlivese Carlo Matteucci (1811-1868), direttore del laboratorio chimico e della farmacia dell'Ospedale di Ravenna, sperimenta l'applicazione dell'elettricità nella cura del tetano, ottenendo la cessazione delle contrazioni e una temporanea tregua per l'infermo.
L'attenta osservazione delle malattie curate nella sua zona di lavoro gli permette di comporre una memoria sulla pellagra (57 pp.), pubblicata col titolo Osservazioni teorico-pratiche sulla pellagra da servire ad una esatta monografia della medesima. Questa malattia viene considerata come il prodotto di molteplici cause, non solo dell'alimentazione a base di mais, ma anche della scarsa alimentazione, dell'insalubrità dell'aria, dell'acqua e dei cibi e della scarsa igiene. Il Farini consiglia di adottare una terapia marziale (prodotti a base di ferro), di ridurre le coltivazioni del mais e di assicurare alla popolazione vitto salubre, assistenza materiale e spirituale.
Medico condotto a Russi
Il 15 luglio 1839 Farini viene nominato medico condotto a Russi, la sua città natale. In dicembre è già in grado di presentare un quadro statistico delle malattie presenti nel suo paese al priore.
Nel 1839 difende lo zio medico Girolamo dall'accusa di errori commessi nel curare il Gonfaloniere Alessandro Ginnasi, morto a Faenza.
Il 28 gennaio 1841, nel discorso di elogio al cardinale Luigi Amat, Farini coglie l'occasione per un'interessante descrizione dei pregi e difetti dei romagnoli. Nello stesso anno il Mezzetti (assistente di clinica medica) da Bologna lo informa che il medico francese Des Maissons-Deupallans ammira il suo lavoro sulla pellagra e vorrebbe essere informato sulle statistiche di questa malattia nel suo comune e sull'influenza che le risaie hanno sulla pellagra.
Lo stesso anno partecipa al concorso per una condotta a Villanova di Bagnacavallo. Presenta in Consiglio Comunale un curriculum ricco di esperienze e di pubblicazioni: “15 attestati di studi fatti con profitto a Bologna, 30 lettere di nomina in diverse condotte, 26 nomine e diplomi accademici e lettere di distinti professori e 16 opuscoli medici da esso pubblicati, è aggregato alle principali società medico chirurgiche d'Italia e ad Accademie Scientifiche; delle sue opere fanno onorevolissima menzione i Medici e le Accademie più rinomate che notano il vantaggio in esse nella cura dell'infermità, ha lettere onorifiche dei più celebri professori di Bologna, Firenze, Pisa, Parma, Venezia e Napoli”.. Nonostante le ottime referenze, ottiene 7 voti favorevoli su 33.
Il 9 ottobre 1842 muore il padre per un ictus.

### L'esilio (1843-1846)
Nel 1843 Farini svolge i suoi primi studi sulla rabbia. Nello stesso anno partecipa all'organizzazione dei moti insurrezionali. Ricercato dalla giustizia, il governatore, cardinale Amat (che nonostante le posizioni politiche ne ha stima), gli fa avere un passaporto con cui può lasciare lo Stato Pontificio senza pericolo. Costretto all'esilio, lascia la moglie e due dei tre figli (Ada e Armando) a Dozza, da suo suocero; l'altro figlio Domenico viene sistemato in collegio a Ravenna e lascia al cugino Francesco Zanzi l'onere di amministrare i suoi averi. Fugge prima nel Granducato di Toscana e da lì in Francia. Riceve dai suoi amici lettere di raccomandazioni per medici e persone influenti di Marsiglia e Parigi. In una lettera per la cugina Clelia, il Farini così si compiace: ”Ricevo dimostrazioni di cortesia da non pochi fra quei scienziati prestanti che sono la fama del mondo. Ogni clinica mi è aperta e aperto mi è l'adito a gabinetti e ad accademie; per mezzo di loro ho copia di libri, ed avrò facoltà di assistere e prendere parte alle esperienze ed ai corsi scientifici che presto incominceranno”. Passati i primi mesi, diminuisce l'iniziale entusiasmo per la vita culturale di Parigi e così il 20 febbraio 1844 Farini si reca a Firenze, dove viene raggiunto dalla famiglia; successivamente fissa la sua dimora nel Ducato di Lucca.
Qui comincia ad organizzare un movimento insurrezionale che doveva entrare in azione nello Stato pontificio. Ma di lì a poco si rende conto che tale progetto non sarebbe stato realizzabile. Invece dell'insurrezione, propone una serie di riforme di stampo moderato. Nell'estate del 1845 scrive il Manifesto delle popolazioni dello Stato Romano ai Principi ed ai popoli d'Europa, additando a tutti i governi e sovrani europei l'illiberalità delle Corti speciali istituite dal governo dello Stato della Chiesa, e chiedendo una maggiore libertà di azione politica a favore dei cittadini della Romagna. Nel settembre dello stesso anno partecipa ai moti di Rimini e il proclama diventa noto col nome di Manifesto di Rimini.
Studi su risaie e ospedali
Incaricato dalla Sovraintendenza di sanità del Granducato di Toscana di occuparsi dei problemi sanitari dei lavoratori delle risaie, chiede a Don Francesco Monti di Russi un quadro statistico dei nati e morti nelle risaie. A metà del 1845 pubblica in un libro il risultato delle sue indagini: Sulle questioni sanitarie ed economiche agitate in Italia intorno alle risaie - Studi e Ricerche, Tip. Galileiana, Firenze 1845.
Contrariamente alle opinioni negative del Puccinotti, il Farini ritiene che siano gli effluvi delle paludi a causare le malsanie nelle risaie. In questo suo scritto troviamo anche un calcolo su guadagni e spese dei produttori di riso in Italia.
La risaia, secondo Farini, non va introdotta su terreni elevati ed asciutti, perché vi aumenterebbero l'umidità e i miasmi, ma solo in terreni paludosi, dove sarà bene non favorire il ristagno dell'acqua, ma il risanamento del terreno. L'ultima parte dell'opera è dedicata alla legislazione vigente in Italia e all'estero e ai suoi effetti.
In seguito Farini si interessa della questione ospedaliera. Avendo confrontato diversi livelli di organizzazione dell'assistenza sanitaria nel corso del suo girovagare, Farini si rivolge ai suoi amici per raccogliere precise informazioni sugli ospedali di ogni regione d'Italia, formulando ben 66 quesiti. Di Massimo d'Azeglio sono le notizie riguardanti gli ospedali piemontesi. Farini attinge informazioni anche da ospedali stranieri: Berna, Monaco e Vienna.
Maurizio Bufalini, noto medico cesenate e docente all'Università di Bologna, decide di aiutare Farini e lo presenta e raccomanda a Federico Girolamo, nipote di Napoleone Bonaparte, che voleva che un medico lo accompagnasse lungo un viaggio in Europa.
A Courmayeur, dove si reca con l'illustre infermo bonapartista, guarisce una donna da una grave infermità agli occhi. La sua fama si diffonde: accorrono malati in folla da Svizzera, Valle d'Aosta e Savoia per farsi visitare. Il suo impegno con il nipote di Napoleone finisce il 12 maggio 1847 quando questi muore. Si reca quindi a Parigi per visitare una donna inferma, poi a Rennes visita il fratello del conte di Pirè.

### Da medico a politico
In seguito dell'amnistia concessa dal nuovo papa Pio IX (1846), Farini rientra nello Stato Pontificio. Il 13 ottobre 1847 è nominato primario medico dell'ospedale di Osimo, nelle Marche, e lì si trasferisce con tutta la famiglia. In una lettera scritta al cugino Francesco Zanzi richiede l'invio di alcuni libri. L'elenco descrive in modo esaustivo i libri necessari a un buon medico nella prima metà dell'Ottocento.
A Osimo egli diventa esponente del Partito d'azione; inizia a dirigere il movimento nelle Marche e nell'Umbria.
Incarichi nello Stato Pontificio
Nel 1848 Farini si candida alle elezioni del primo Parlamento dello Stato Pontificio e viene eletto nel collegio di Faenza-Lugo. Da questo momento in poi l'impegno politico sopravanza di molto l'attività di medico.
Pellegrino Rossi, nuovo primo ministro dello Stato Pontificio, nomina Farini Direttore generale della Sanità, all'epoca un dipartimento del Ministero dell'Interno: è un primo embrione di Ministero della Sanità.
Farini rafforza le norme di igiene pubblica, prescrivendo un limite alla densità abitativa, un controllo più stringente nella gestione dei rifiuti urbani (spesso si gettavano oggetti dalle finestre nella pubblica strada), l'analisi della potabilità dell'acqua e una più efficace igiene dei luoghi pubblici, con pulizia regolare di piazze e strade. Il 24 novembre 1848 Pio IX fugge da Roma, aprendo la strada alla seconda Repubblica Romana.
Farini non vi aderisce e, in seguito alla formazione del triumvirato Mazzini-Armellini-Saffi, viene destituito. Si rifugia a Firenze e poi a Torino, dove si ricongiunge col figlio Domenico.
Torna a Roma il 20 luglio del 1849, dopo la fine della repubblica, e riprende le funzioni di direttore generale della sanità. Nell'ottobre del 1849 il cardinale Domenico Savelli, nuovo ministro dell'Interno, lo destituisce dalla carica. Riprende la strada per Firenze (novembre 1849) e qui scrive La Storia dello Stato Romano, il cui primo volume viene pubblicato nel 1850.
Nuova vita a Torino
A fine dicembre si trasferisce a Torino, dove il figlio Domenico si è iscritto all'Accademia Militare. In breve tempo ottiene la cittadinanza piemontese. Nel 1849 è già deputato al parlamento subalpino. Siederà alla Camera ininterrottamente dal 1849 al 1865.
Nello stesso periodo fonda il giornale La Frusta per sostenere il governo D'Azeglio (è direttore nel periodo 27 marzo-30 novembre 1850); dirige inoltre il giornale Il Piemonte. A fine agosto del 1850 pubblica il secondo volume della Storia dello Stato Romano. In autunno accetta la direzione del Risorgimento di Cavour, che lascia perché è stato nominato ministro.
Farini annovera anche un'esperienza ministeriale, l'unica nella Torino pre-unitaria: nel 1851 viene nominato ministro dell'Istruzione pubblica nel gabinetto D'Azeglio. Inizia a pensare ad un generale riordinamento degli studi superiori, seguendo anche i consigli del Bufalini. L'esperienza dura solo pochi mesi: nel maggio dello stesso anno Farini rassegna le dimissioni.
Nel 1852 va ad abitare a Saluggia (Vercelli).
Nel gennaio 1855 sostiene e difende alla Camera il trattato d'alleanza anglo-franco-sarda di cui era stato da sempre fautore, trattato in base al quale le truppe piemontesi sarebbero poi intervenute in Crimea.

A seguito della guerra di Crimea, si adopera per preparare l'opinione pubblica, dentro e fuori Italia, all'inevitabile guerra del 1859; i suoi scritti sulla situazione italiana compaiono anche su riviste inglesi. d'Azeglio lo nomina Cavaliere dell'Ordine dei Santi Maurizio e Lazzaro.

### Al governo negli anni 1859-1861
Nel giugno 1859, con la conquista sabauda delle quattro Legazioni pontificie (Ferrara, Bologna, Ravenna e Forlì), la sua carriera politica ha una svolta. Farini lascia Torino (era la prima volta dopo 11 anni) e si reca a Modena come Regio commissario degli ex ducati di Modena e Parma. Entra a Modena il 19 giugno 1859. Pochi mesi dopo, nei Ducati, ha fine il dominio nobiliare. Dopo la partenza in esilio del duca Francesco V, viene nominato regio commissario di Modena. L'incarico doveva essere provvisorio, ma Farini riesce a convincere il governo piemontese a rimanere. Il governo Cavour istituì per Farini la carica di "Dittatore" (20 luglio). Farini fa destituire dall'Università di Modena alcuni insigni studiosi come Bartolomeo Veratti (storico della matematica), Giuseppe Bianchi (astronomo) e Marc'Antonio Parenti (filologo e giurista) perché non in linea con il nuovo regime. Per giustificare il proprio potere, indice i plebisciti d'annessione al Regno di Sardegna (agosto-settembre 1859).
Il 9 novembre Farini assume la carica di dittatore delle «Provincie provvisorie» (entità composta dall'unione di ex Ducati ed ex Legazioni). Sotto il suo comando avviene l'abolizione dei feudi, dei fedecommessi e della censura preventiva sulla stampa. Successivamente viene incaricato di governare tutto il territorio da Piacenza a Cattolica, fino al confine con le Marche. Farini, trovatosi a governare delle realtà nettamente diverse tra loro, le fonde in un'entità nuova, cui dà il nome di «Regie provincie dell'Emilia». La nuova entità vede la luce il 30 novembre 1859. Come governatore, impone l'introduzione della lira italiana anche nelle ex Legazioni, dove successivamente indice il plebiscito delle provincie dell'Emilia nei giorni 11 e 12 marzo 1860.
Il 24 marzo viene ricompensato per i suoi servigi con la nomina a ministro dell'Interno del terzo governo Cavour. In settembre gli eventi politici subiscono una nuova accelerazione: l'esercito sabaudo conquista Marche ed Umbria; nel Sud l'avanzata dei Mille di Garibaldi procede sicura, tanto che si prospetta un trionfo per il generale nizzardo. Farini si sente improvvisamente al di fuori dei giochi e, deciso a non farsi sopraffare dagli eventi, il 28 settembre parte per Napoli al seguito di Vittorio Emanuele II.
Il 6 novembre 1860 viene nominato da Vittorio Emanuele II «Luogotenente generale delle provincie napoletane». L'incarico è lo stesso che aveva ricoperto un anno prima a Bologna: guidare l'annessione dei territori appena conquistati allo Stato sabaudo (il plebiscito si svolge il 21 ottobre). La realtà napoletana è piuttosto diversa da quella che Farini aveva conosciuto tra la natia Russi e Torino. Rimane tuttora celebre il feroce e sprezzante giudizio su Molise e Terra di Lavoro, che riportò in un dispaccio inviato il 27 ottobre al presidente del Consiglio, Cavour:
Dopo pochi mesi viene sollevato dall'incarico. Come ultimo atto della sua luogotenenza, Farini sequestra le rendite dei vescovi assenti dalle diocesi. Motiva il provvedimento asserendo che, in base al diritto canonico, le assenze non erano giustificate. In realtà i vescovi si erano allontanati dalle diocesi per salvarsi la vita. Il 30 dicembre Farini viene sostituito dal principe Eugenio di Carignano.

### La follia e il tramonto
Tra l'8 dicembre 1862 e il 24 marzo 1863 fu Presidente del Consiglio, ma dopo poche settimane rivelò i sintomi di una grave malattia mentale, celata per non allarmare un gruppo finanziario con cui il governo aveva avviato  trattative per un prestito. Fu comunque costretto alle dimissioni dopo un Consiglio dei ministri in cui, a seguito della rivolta polacca contro lo zar di Russia, era arrivato a minacciare il re Vittorio Emanuele con un coltello alla gola per costringerlo a schierarsi con gli insorti e a firmare la dichiarazione di guerra all'Impero russo.
Morì in miseria tre anni più tardi, dopo essere stato ricoverato nello "stabilimento di salute" (il manicomio) di Novalesa (TO).
Fu inizialmente sepolto nel Cimitero monumentale di Torino; nel 1878 le spoglie furono trasferite nel cimitero della sua cittadina natale, Russi.
Farini fu iscritto alla massoneria.

## Opere
- Dell'unione dell'acetato di morfina al solfato di Chinina nella cura delle febbri intermittenti, in Bullettino della Società Medico Chirurgica di Bologna, Nobili e C., Bologna, vol. VII, 1833
- Malattie convulsive da arterite, in Bullettino della Società Medico Chirurgica di Bologna, Nobili e C., Bologna, vol. VIII
- Sulle febbri intermittenti, Memoria del Dott. L.C. Farini di russi medico di Montescudo, Tip Casali, Forlì 1835
- Della elettricità nella cura del tetano, Tip. Nobili e C., Bologna 1838
- Sulle questioni sanitarie ed economiche agitate in Italia intorno alle risaie - Studi e Ricerche, Tip. Galileiana, Firenze 1845"
- Storia dello Stato Romano dall'anno 1815 al 1850, Tip. Ferrero e Franco, Torino 1850-1859, 4 voll.
- Storia d'Italia dall'anno 1814 ai nostri giorni, Tip. Franco, Torino 1854-1859, 2 voll.